# توقيت فانواتو
توقيت فانواتو مُحدد بواسطة توقيت فانواتو (VUT) (ت ع م+11:00). لا تلتزم فانواتو حالياً بالتوقيت الصيفي. لاحظت فانواتو سابقاً التوقيت الصيفي (ت ع م+12:00) بين 1983 حتى 1993.

## اقرأ أيضاً
- منطقة زمنية
- مقابلة التوقيت العالمي المنسق